# Sylvie Grare
Pour les articles homonymes, voir Grare.
Sylvie Grare est une chanteuse de rock tendance metal.

## Biographie
Née un 7 juin, sœur de Denis Grare (saxophoniste et accordéoniste de Bénabar), elle commence le piano à l'âge de 7 ans, puis étudie la flûte traversière et le chant lyrique au conservatoire.
Elle quitte le classique pour Cristal groupe metal mélodique grâce auquel elle rencontre Didier Chesneau, avec qui elle fonde "Headline" fin 1994.
Après un premier album en 1997, Escape, ils rejoignent l'écurie NTS en 2000 avec leur 2e album Voices of presence. Elle joue notamment aux côtés de Dream Theater, Saxon, Stratovarius et Angra (en duo avec Andre Matos sur le fameux Wuthering Heights de Kate Bush).
Sylvie Grare est alors associée au renouveau des chanteuses rock/metal aux côtés des Tarja Turunen, Sharon den Adel ou Amy Lee mêlant sensibilité féminine, influences classique et chant rock.
En 2003 sort Duality, le 3e album du groupe, qui reçoit les prix du "meilleur groupe français" et du "meilleur clip metal de l'année" dans le référendum Hard rock mag / MCM. Ils partent en tournée européenne avec, entre autres, Symphony X, Evergrey et After Forever.

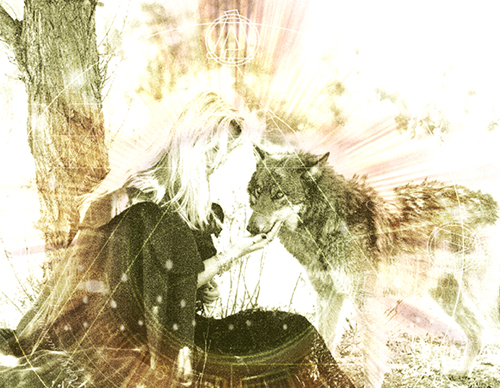

## Discographie avec Headline
- 1996 - "Never let me down" Single
- 1997 - Escape (Night and Day)
- 1998 - Escape thru the lands (Night and Day) Album acoustique
- 2000 - Voices of presence (Wagram Music)
- 2000 - Other Voices (Wagram Music) Maxi édition limitée
- 2001 - Escape (Wagram Music) Réédition collector
- 2003 - Duality (Wagram Music)
- 2004 - Blackmore's Castle - A Tribute to Deep Purple and Rainbow (Lion Music), chanson Battle Rages On Tribute

## Participations
- 2003 - Magic Kingdom, album Metallic tragedy, chanson Metallic tragedy
- 2003 - Invictus, album Black heart (LMP/Wagram), chœurs[1]
- 2004 - Milydian, album Birth of a prophet, chanson Lust with Succubus et Chœur lyrique[2]